# Luís de Meclemburgo-Schwerin
Luís de Meclemburgo-Schwerin (6 de agosto de 1725 - 12 de setembro de 1778) foi herdeiro do ducado de Meclemburgo-Schwerin de 1756 até à sua morte. Era também pai de Frederico Francisco I, primeiro grão-duque de Meclemburgo-Schwerin.

## Família
Luís era o terceiro filho do duque Cristiano Luís II de Meclemburgo-Schwerin e da sua esposa, a duquesa Gustava Carolina de Meclemburgo-Strelitz. Os seus avós paternos eram o duque Frederico de Meclemburgo-Grabow e a condessa Cristina Guilhermina de Hesse-Homburgo. Os seus avós maternos eram o duque Adolfo Frederico II de Meclemburgo-Strelitz e a duquesa Maria de Meclemburgo-Güstrow.

## Sucessão
Depois da morte do seu pai em 1756, o seu irmão Frederico sucedeu como duque de Meclemburgo-Schwerin. Uma vez que o seu irmão permaneceu solteiro e sem filhos, Luís foi nomeado seu herdeiro, mas como acabou por morrer antes do seu irmão, foi o seu filho Frederico Francisco a sucedê-lo em 1785, e depois a tornar-se o primeiro grão-duque de Meclemburgo-Schwerin.

## Casamento e descendência
Luís casou-se no dia 13 de maio de 1755 em Schwerin com a princesa Carlota Sofia de Saxe-Coburgo-Saalfeld, filha do duque Francisco Josias de Saxe-Coburgo-Saalfeld e da sua esposa, a princesa Ana Sofia de Schwarzburg-Rudolstadt.
Tiveram um filho e uma filha:
- Frederico Francisco I de Meclemburgo-Schwerin (10 de dezembro de 1756 – 1 de fevereiro de 1837); casado com a princesa Luísa de Saxe-Gota-Altemburgo, com descendência.
- Sofia Frederica de Meclemburgo-Schwerin (24 de agosto de 1758 – 29 de novembro de 1794); casada com o príncipe-herdeiro Frederico da Dinamarca e Noruega, com descendência.